# Hydropsyche dicantha
Hydropsyche dicantha är en nattsländeart som beskrevs av Ross 1938. Hydropsyche dicantha ingår i släktet Hydropsyche och familjen ryssjenattsländor. Inga underarter finns listade i Catalogue of Life.